# 喚起日程
喚起日程（call for the orders of the day）是一項議事程序，動議目的在於要求會議秘書人員確認議程表或行事曆。根據《羅伯特議事規則》，喚起日程屬於特別權利動議的一種，由議眾提出，毋需附議、不需取得發言地位、可以中斷他人發言，但不可以討論。此項動議需要經過表決程序，經三分之一與會者支持方為成立，秘書人員會被要求再次確認議程表或行事曆，以防有議程應排入而未排入。
「喚起日程動議」不被《議事程序準則》接受。該準則認為此動議「不適當」（quaint）、「為會議帶來許多困擾」，它認為與會者改成提出秩序問題即可，毋需經過表決。